# Rembrandt (trein)
De Rembrandt was een Europese internationale trein voor de verbinding Amsterdam - München. De Rembrandt is genoemd naar de bekende Nederlandse schilder Rembrandt van Rijn.

## Trans Europ Express
De Rembrandt is op 28 mei 1967, toen de elektrificatie tussen Arnhem en Oberhausen voltooid was, in het TEE-net opgenomen. De TEE Rembrandt vormde een aanvulling op de bestaande verbinding tussen Amsterdam en München en sloot Stuttgart aan op het TEE-net. De reizigers van Amsterdam naar München konden 's morgens met de TEE Rheingold vertrekken naar München, met de Rembrandt kon dat ook 's middags. In omgekeerde richting konden de reizigers 's middags uit München met de TEE Rheinpfeil naar Amsterdam vertrekken; door de Rembrandt was er ook een ochtendverbinding beschikbaar.

### Rollend materieel
De treindienst werd meteen gestart met elektrische tractie met getrokken rijtuigen.

#### Tractie
Als locomotieven zijn op het Nederlandse traject de NS-locomotieven van de serie 1100 ingezet. Vanaf/tot Emmerich werd de serie 112 voor het Duitse deel van het traject ingezet en vanaf 1970 ook de serie 103.

#### Rijtuigen
Als rijtuigen werden de vanaf 1964 gebouwde vervolgseries type Rheingold ingezet. De TEE Rheingold en de TEE Rheinpfeil beschikten over een uitzichtrijtuig, maar de Rembrandt kreeg een servicerijtuig met bar, telefoon en werkcoupés. De maximumsnelheid van de rijtuigen, en dus ook van de trein, was 200 km/u.

### Route en dienstregeling
Vanaf 28 mei 1967 tot 27 mei 1979 werd gereden via Mannheim, waar één koersrijtuig van/naar Zürich werd meegegeven/overgenomen van de TEE Helvetia. Hiermee ontstond ook een middagverbinding tussen Amsterdam en Zürich, naast de TEE Edelweiss die 's morgens uit Amsterdam vertrok. Op 23 mei 1971 werd ook de Rembrandt omgenummerd waarbij de oorspronkelijke nummers met één verlaagd werden.
| TEE 11 | land      | station      | km  | TEE 10 |
| ------ | --------- | ------------ | --- | ------ |
| 14:05  | Nederland | Amsterdam CS | 0   | 15:54  |
| 14:39  | Nederland | Utrecht      | 39  | 15:22  |
| 15:14  | Nederland | Arnhem       | 97  | 14:45  |
| 15:44  | Duitsland | Emmerich     | 127 | 14:26  |
| 16:21  | Duitsland | Duisburg     | 196 | 13:41  |
| 16:33  | Duitsland | Düsseldorf   | 219 | 13:28  |
| 16:53  | Duitsland | Keulen       | 259 | 13:05  |
| 17:16  | Duitsland | Bonn         | 293 | 13:42  |
| 17:50  | Duitsland | Koblenz      | 352 | 12:09  |
| 18:40  | Duitsland | Mainz        | 444 | 11:19  |
| 19:20  | Duitsland | Mannheim     | 516 | 10:39  |
| 19:31  | Duitsland | Heidelberg   | 533 | 10:27  |
| 20:44  | Duitsland | Stuttgart    | 645 | 09:22  |
| 21:37  | Duitsland | Ulm          | 739 | 08:20  |
| 22:22  | Duitsland | Augsburg     | 825 | 07:34  |
| 22:59  | Duitsland | München      | 887 | 07:00  |

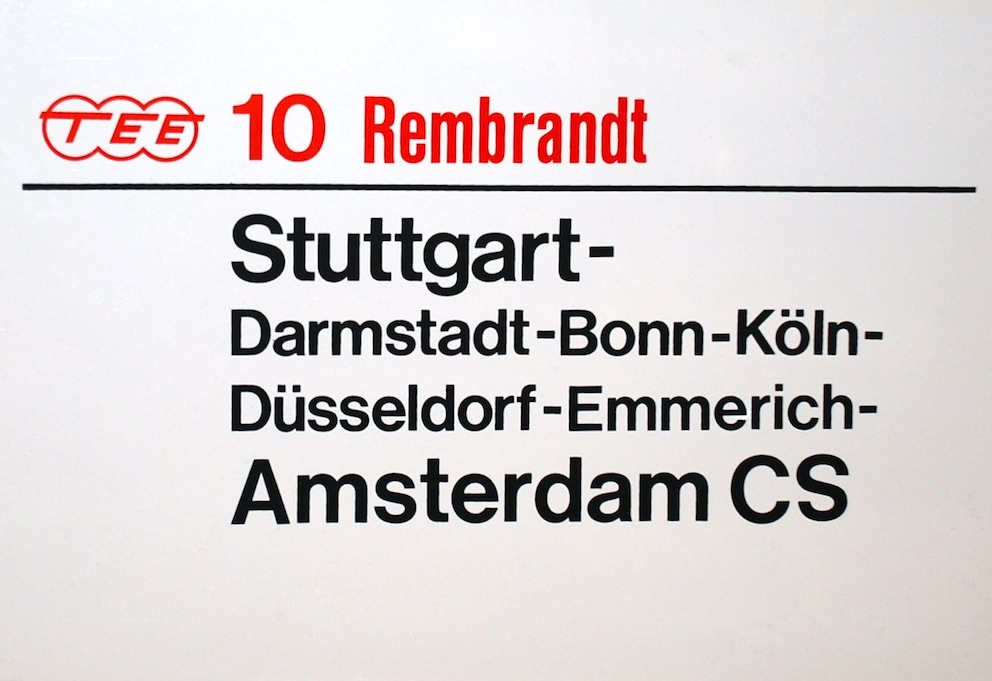
Koersbord na de zuidelijke inkorting in 1980

Op 27 mei 1979 werd de stop in Mannheim vervangen door een stop te Darmstadt en op 1 juni 1980 werd het traject aan de zuidkant ingekort tot Stuttgart. Op 29 mei 1983 volgde een inkorting tot Frankfurt am Main en ging de trein verder als IC 123-122, met twee klassen.

## Eurocity
Toen in 1987 het Eurocity-net (EC) van start ging is de exploitatie van de Rembrandt als EC 2/3 voortgezet. Daarbij werd niet meer naar München gereden, maar werd in Duitsland de route van de Rheingold gevolgd. De verbinding naar München werd vanaf 31 mei 1987 verzorgd door EC Frans Hals.

### Rollend materieel

#### Tractie
Als locomotieven zijn de series 1100, 1200 en 1600 op het Nederlandse traject ingezet.

#### Rijtuigen

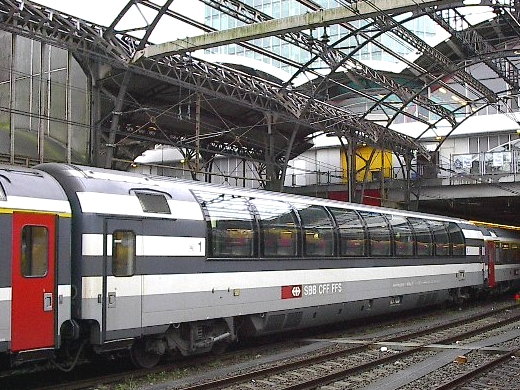
Apm 19 in Utrecht CS

Als rijtuigen werden Zwitserse Eurocity-rijtuigen, waaronder een panoramarijtuig Apm 19, ingezet.

### Route en dienstregeling
| EC 3  | land        | station                 | km  | EC 2  |
| ----- | ----------- | ----------------------- | --- | ----- |
| 09:00 | Nederland   | Amsterdam CS            | 0   | 21:51 |
| 09:30 | Nederland   | Utrecht                 | 39  | 21:25 |
| 10:05 | Nederland   | Arnhem                  | 97  | 20:54 |
| 10:34 | Duitsland   | Emmerich                | 127 | 20:34 |
| 11:19 | Duitsland   | Duisburg                | 196 | 19:48 |
| 11:34 | Duitsland   | Düsseldorf              | 219 | 19:26 |
| 12:00 | Duitsland   | Keulen                  | 259 | 19:02 |
| 12:20 | Duitsland   | Bonn                    | 293 | 18:39 |
| 12:52 | Duitsland   | Koblenz                 | 352 | 18:07 |
| 13:42 | Duitsland   | Mainz                   | 444 | 17:18 |
| 14:32 | Duitsland   | Mannheim                | 516 | 16:36 |
| 14:59 | Duitsland   | Karlsruhe               | 577 | 16:00 |
| 16:04 | Duitsland   | Freiburg                | 712 | 14:55 |
| 16:40 | Duitsland   | Basel Badischer Bahnhof | 774 | 14:21 |
| 17:08 | Zwitserland | Basel SBB               | 779 | 14:14 |
| 18:09 | Zwitserland | Zürich HB               | 867 | 12:57 |
| 19:30 | Zwitserland | Chur                    | 985 | 11:15 |

De Rembrandt reed op 14 december 2002 voor het laatst.